# العنف الأسري في النرويج
العنف الأسري في النرويج . يتم تعريفه علي النحو التالي: العنف أو التهديد بالعنف ضد الأشخاص المتزوجين أو الذين يعيشون أو عاشوا في علاقات شبيهة بالزواج. وينطبق هذا أيضًا على الأشقاء والأطفال وأو الوالدين والأجداد وغيرهم في خط تصاعدي أو تنازلي، بالإضافة إلى العلاقات المتبنية والحاضنة والخاطئة. ممارسة العنف مستقلة عن الموقع.